# Скала Кардашева
Скала Кардашева је метод за мерење нивоа технолошког напретка цивилизације. Скала је само теоријска и у смислу стварне цивилизације веома спекулативна; међутим, она ставља потрошњу енергије целе цивилизације у космичку перспективу. Предложио ју је Совјетски руски астроном Николај Кардашев. Скалу сачињавају три категорије назване тип , , и . Ове категорије се заснивају на количини искористиве енергије коју цивилизација има на располагању, и степену колонизације свемира. Начелно, цивилизација типа  је овладала ресурсима своје матичне планете, цивилизација типа   је овладала ресурсима свог сунчевог система, а цивилизација типа   је завладала ресурсима своје галаксије.

## Дефиниција
Године 1964, Кардашев је дефинисао три нивоа развоја цивилизације, који су засновани на редовима величине енергије која им је доступна:
- Тип : „технолошки ниво близак нивоу тренутно [1964] оствареном на земљи, са потрошњом енергије од ≈4×1019 .“[2] Гијермо А. Лемарчанд је ово дефинисао као „ниво 'близак' савременој земаљској цивилизацији са енергетским могућностима еквивалентним сунчевом осунчању Земље, између 1016 и 1017 вати.“[3]
- тип : „цивилизација способна да искористи енергију коју зрачи њена звезда (на пример, успешном конструкцијом „Дајсонове сфере“); потрошња енергије од ≈4×1033 .“[2] Лемарчанд је ово описао као „цивилизација способна да искористи и каналише целокупно зрачење своје звезде. Искоришћавање енергије би било упоредиво са луминозношћу нашег Сунца, око 4 x 1026 вати.“[3]
- тип : „цивилизација која поседује енергију нивоа целе своје галаксије, са потрошњом енергије од ≈4×1044 .“[2] Лемарчанд је ово описао као „цивилизација којој је доступна енергија упоредива са луминозношћу целокупне галаксије Млечни пут, што је око 4 x 1037 вати.“[3]

## Тренутни статус људске цивилизације
Мичио Каку је проценио да би људска цивилизација могла да достигне статус типа  за око 100–200 година, статус типа II за пар хиљада година, а статус типа  за око 100.000 до милион година.
Карл Саган је предложио да се дефинишу и међувредности (које нису биле предвиђене у Кардашевљевом оригиналном опису) интерполирајући и екстраполирајући вредности дате за типове 1, 2 и 3, коришћењем формуле
{\displaystyle K={\frac {\log _{10}{MW}}{10}}},
где је K Кардашевљев ниво развоја цивилизације а MW је енергија коју цивилизација користи за међузвездану комуникацију, у мегаватима.
Саган је прорачунао да је човечанство достигло (1973. године) Кардашевљев тип од око 0,7, екстраполиран на овај начин (очигледно узевши 10 теравата (TW) као вредност за човечанство током седамдесетих година двадесетог века).

## Развој енергије

### Методи за цивилизације типа
- Широка примена фузионе енергије. Према еквиваленцији масе и енергије, тип  имплицира конверзију око 2  материје у енергију по секунди. Мада није познат ниједан метод који би у потпуности материју (саму по себи) претворио у енергију, еквивалентно ослобађање енергије би се теоријски могло постићи фузијом приближно 280  водоника у хелијум по секунди,[6] што отприлике еквивалентно 8,9×109 kg/год. Кубни километар воде садржи око 1011 kg водоника, а Земљини океани садрже око 1,3×109 кубних километара воде, што значи да би оваква потрошња могла да буде одржива током геолошких размера времена, ако се занемари протијум-деутеријум дисбаланс.
- Антиматерија[7] у великим количинама би могла да омогући механизам да се производи неколико пута више енергије него што је то тренутно случај. У сударима антиматерије и материје, целокупна маса мировања честица се претвара у кинетичку енергију. Њихова густина енергије (ослобођена енергија по јединици масе) је за око четири реда величине већа него код коришћења нуклеарне фисије, и за око два реда величине већа него највећи могући принос од нуклеарне фузије.[8] Реакција 1 kg антиматерије са 1 kg матеерије би произвела 1,8×1017  (180 петаџула) енергије.[9] Мада се антиматерија понекад предлаже као извор енергије, то тренутно није могуће. Вештачка производња антиматерије према тренутним схватањима акона физике подразумева да се прво енергија претвори у масу, тако да не би постојала нето добит. Вештачки произведена антиматерија је корисна само као медијум за складиштење енергије, а не као извор енергије, осим уколико технолошки напредак у будућности (супротно одржању барионског броја, као што је CP нарушавање у корист антиматерије) допусти претварање обичне материје у антиматерију. Постоји више природних извора антиматерије[10][11][12] које би теоријски могло бити могуће користити у будућности.
- Соларна енергија кроз конверзију сунчеве светлости у електричну енергију било коришћењем соларних ћелија или концентрисањем сунчеве енергије, било индиректно, кроз снагу ветра или помоћу хидроелектрана. Тренутно није познат начин на који би људска цивилизација могла да произведе еквивалент укупне сунчеве енергије коју апсорбује Земља, а да не покрије у потпуности планету вештачким структурама, што тренутно није изводљиво. Међутим, ако би цивилизација конструисала веома велике сателите за производњу соларне енергије, ниво развоја типа  би могао бити достижан.

- Дајсонова сфера или Дајсонов рој и сличне конструкције су хипотетичке мегаструктуре које је први описао Фримен Дајсон као систем орбитирајућих сателита за производњу соларне енергије који би у потпуности окружили звезду и упијали већину енергије коју она исијава.[13]
- Можда егзотичнији начин да се производи корисна енергија би био да се звездана маса убацује у црну рупу, и сакупљају фотони које емитује акрециони диск.[14][15] Мање егзотичан начин би био да се једноставно сакупљају фотони који већ беже из акреционог диска, смањујући момент импулса црне рупе, што је познато као Пенроузов процес.
- Преношење звездане материје је процес у коме би напредна цивилизација могла да уклони значајан део звездане материје на контролисан начин, како би је употребила за неке сврхе.
- Антиматерија је могући индустријски нуспроизвод разних инжењерских мегапроцеса (попут преношења звездане материје описаног изнад), и могла би да се рециклира.
- У системима са више звезда који имају довољан број звезда, апсорбовање малог али значајног дела енергије који исија свака појединачна звезда.
- Беле рупе теоретски, ако постоје, могу да се искористе за производњу великих количина енергије од сакупљања материје коју избацују.
- Изливи гама зрачења су још један егзотичан теоретски могућ извор енергије који би високо напредна цивилизација могла да користи.

- Цивилизације типа  би могле да користе исте технике као и цивилизације типа , али примењене на све звезде једне или више галаксија појединачно.[16]
- Можда би могле да буду у стању да искористе енергију коју избацују супермасивне црне рупе за које се верује да се постоје у средишту већине галаксија.
- Зрачење из квазара би могло да буде упоредиво са зрачењем мањих активних галаксија и могло би да представља огроман извор енергије ако би га било могуће искористити.